# Машина, Наталья Викторовна
Наталья Викторовна Машина (род. 28 марта 1997, Москва) — российская футболистка, нападающая московского «Спартака» и сборной России.

## Карьера
Заниматься футболом начала в ДЮСШ № 75 «Савёловская». Первый тренер — Елена Владимировна Небытова.
На клубном уровне выступала за «ЦСП Измайлово» и «Россиянку». Серебряный призёр чемпионата России 2015 года в составе «Россиянки». С 2016 года играла за ЦСКА, обладательница Кубка России 2017 года, чемпионка России 2019 года.
26 сентября 2020 года перешла в ЖФК «Зенит», где провела полтора сезона. Бронзовый призёр чемпионата России 2021 и 2022 года. В начале 2022 года перешла в московский «Локомотив». В январе 2023 года перешла в турецкий клуб «Фатих Карагюмрюк». В августе того же года — в белорусский «Минск».
В декабре 2023 года перешла в московский «Спартак». Бронзовый призёр чемпионата России 2024.
В составе юниорской сборной России U-17 дебютировала в августе 2012 года в товарищеском матче против Азербайджана. За молодёжную сборную страны первую игру провела в мае 2014 года — встреча Турнира развития УЕФА с Израилем. В национальной сборной России дебютировала 6 июня 2016 года в матче против Хорватии, а первый гол забила 1 марта 2017 года в ворота Португалии.